# Science (revue)
Pour les articles homonymes, voir Science (homonymie).

Numéro publié en 1883.

Science est une revue scientifique généraliste américaine hebdomadaire qui publie des articles dans tous les domaines scientifiques (biologie, chimie, physique, mathématiques, anthropologie, archéologie, etc.).

## Organisation
La revue est éditée par l'Association américaine pour l'avancement des sciences (AAAS), grande société scientifique mondiale. Son rédacteur en chef est le biophysicien Jeremy M. Berg.

## Historique
Créée par Thomas Edison, son premier numéro date du 3 juillet 1880, et contenait douze pages d'articles sur la possibilité de chemins de fer électriques, les dernières observations des Pléiades et le conseil donné aux enseignants de science qu'il était important d'étudier le cerveau des animaux. Par la suite, elle est devenue une revue de référence, publiant notamment des articles d'Albert Einstein, d'Edwin Hubble et de Louis Leakey.[réf. nécessaire]
Elle est la revue générale scientifique à comité de lecture la plus vendue dans le monde, avec un lectorat total estimé à un million de personnes. En 2018, son facteur d'impact est de 20,560,. En 2007, Science est corécipiendaire (avec la revue britannique Nature) du prix Princesse des Asturies de la communication, une première pour un journal scientifique.
Cette récompense rappelle qu'elle constitue au XXIe siècle, avec le titre londonien, la plus prestigieuse des revues scientifiques généralistes, mais elle soulève bien des critiques. En 2013, la Déclaration de San Francisco sur l'évaluation de la recherche milite contre les emplois abusifs du facteur d'impact qui mesure la renommée d'une revue, pas celle des articles et des chercheurs qu'elle publie. Le taux de citation moyen de ces revues généralistes les plus cotées est en réalité dopé par quelques articles, très minoritaires. La concurrence en termes de prestige et de publicité entre ces deux revues peut les conduire à privilégier les « hot papers » portant sur les domaines les plus controversés (cellules-souches, OGM, réchauffement climatique, etc.), ce qui leur assure d'être abondamment citées et une grande audience. La politique éditoriale d'une telle revue peut ainsi favoriser la course à la publication d'articles suscitant un fort intérêt (dilemme du « publier ou périr »).

## Format
Science est un hebdomadaire, publié à raison d'un volume par an et de 51 fascicules. Sa version électronique est accessible sur le site Science.org.

## Sciencedans l'enseignement supérieur français
En France, de nombreux établissements d'enseignement supérieur sont abonnés à la revue, au format papier, au format électronique seul ou au format couplé (papier + électronique). Les négociations avec l'éditeur sont menées chaque année par le consortium Couperin pour le compte des établissements d'enseignement supérieur.
En 2014, l’université Pierre et Marie Curie (Sorbonne Université depuis 2018 ) a annoncé la résiliation de son abonnement à la revue électronique, notamment en raison de la hausse tarifaire importante imposée par l'éditeur,.